# 백승호 (변호사)
백승호(白承豪,1962년 3월~)는 대한민국의 변호사이다.
재일 한국인이며, 재일코리안변호사협회 대표 등을 거쳐, 외국인 최초의 일본변호사연합회 부회장직을 맡았다.